# Half-Life 2: Lost Coast
Half-Life 2: Lost Coast (estilizado HλLF-LIFE2: LOST COAST) es un capítulo adicional para el videojuego de disparos en primera persona Half-Life 2, lanzado en 2004 y desarrollado por Valve Corporation. Se lanzó el 27 de octubre de 2005, a través de la plataforma Steam como descarga gratuita para quienes compraron la versión de Half-Life 2 para Microsoft Windows. Lost Coast sirve como una demostración tecnológica, presentando especialmente la nueva implementación al motor de juego Source y los gráficos en HDR. El nivel fue diseñado con una variedad de ambientes apropiados para enfatizar estos efectos. Además, Lost Coast fue el primer videojuego desarrollado por Valve que le permitió a los desarrolladores explicar varios elementos de diseño a medida que el jugador avanza a través del nivel.
Lost Coast sigue al protagonista Gordon Freeman mientras viaja por un acantilado costero para destruir una batería de artillería Combine emplazada dentro de un monasterio, que está disparando contra una ciudad cercana. El nivel Lost Coast se creó originalmente para Half-Life 2, pero finalmente se eliminó del juego. Como resultado, tiene varios detalles menores de la historia que no se incluyeron en Half-Life 2. El nivel recibió críticas generalmente positivas, y hubo un consenso entre los revisores de que las nuevas características incluidas en Lost Coast deberían integrarse en futuros juegos de Valve.

## Sistema de juego
Lost Coast utiliza el mismo sistema de juego que Half-Life 2. El juego se ve desde los ojos del protagonista, y la información de la trama se imparte a través de secuencias guionadas. En la parte inferior de la pantalla, se encuentra el HUD que muestra la salud del jugador, el indicador de energía y la cantidad de municiones, mientras que las armas disponibles se muestran en la parte superior. La salud y la energía pueden reponerse recogiendo suministros médicos y células de energía respectivamente, o utilizando dispositivos de carga montados en la pared. El jugador está equipado con un pequeño arsenal de armas de Half-Life 2 al comienzo del nivel, que incluye una pistola, una escopeta, una ballesta y el arma antigravedad. El arma antigravedad permite al jugador manipular objetos físicos en el escenario; se puede usar para recoger objetos cercanos y lanzarlos a enemigos o protegerse del daño. El arma antigravedad también se puede usar para realizar varias funciones no relacionadas con el combate, como agarrar cajas de suministros que están fuera de alcance.
Mientras Gordon avanza por el acantilado hasta el monasterio bizantino, se encuentra con una fuerte resistencia de soldados Combine que descienden por el acantilado para intentar detenerlo. Gordon se abre paso, entra en la iglesia y desactiva el obús. Esto alerta a los soldados cercanos, que asaltan el santuario en grupos, mientras que un helicóptero de ataque Combine llega para apoyar a los soldados. Después de derrotar a los soldados en el patio, Gordon se mueve a los andamios sobre la ladera del acantilado y destruye el helicóptero con un lanzacohetes. El helicóptero se estrella contra los andamios, liberando un camino hacia un ascensor de baja altura que hace descender a Gordon hasta el muelle. El pescador felicita a Freeman por su éxito, lo invita a una fiesta en St. Olga, y la pantalla se desvanece. A medida que el nivel termina, el pescador exclama que Gordon "se está poniendo borroso 'en los bordes".

## Desarrollo

### Diseño del nivel
Lost Coast fue concebido como parte del capítulo de Carretera 17 en Half-Life 2 (el nombre de desarrollo de Carretera 17 era "Coast", "costa" en inglés, y de ahí se origina el nombre de "Lost Coast"), pero más tarde se descartó durante el desarrollo. Como resultado, Lost Coast presenta detalles menores de la historia que se eliminaron de Half-Life 2, como los obuses que disparan proyectiles cargados con headcrab. Cada área del nivel fue diseñada con un propósito específico. Se eligió deliberadamente un estilo arquitectónico propio de las iglesias ortodoxas, ya que los edificios de este tipo "son muy coloridos y tienen una gran variedad de materiales" y "a menudo se iluminan de forma natural, con extremos de oscuridad y luminosidad", lo que proporciona un escaparate ideal para el efectos de iluminación del HDR. Valve también pensó que el uso de un monasterio ayudaría a proporcionar un contraste más marcado entre la arquitectura humana antigua y la tecnología Combine futurista que se encuentra en ella. El lado del acantilado que conduce al monasterio tenía un propósito orientado al juego, y estaba destinado a emular una escena de combate similar al del acantilado en Half-Life. El acantilado también obliga al jugador a observar las amenazas desde arriba y desde abajo, rompiendo con el combate horizontal normal. El patio del monasterio fue diseñado como un área donde el jugador se recupera del combate en el acantilado, mientras que también presenta un área de combate más adelante y con menos espacio, en donde debe mantener posiciones mientras es atacado desde múltiples direcciones.

### Renderización en alto rango dinámico (HDR)
El objetivo de Lost Coast era demostrar la nueva tecnología implementada en el motor de juego Source: la renderización en alto rango dinámico. Valve intentó por primera vez implementar esta tecnología en Source a fines de 2003. El primer método almacenó texturas en un espacio de color RGBA, permitiendo el uso de antialiasing con multimuestreo y sombreador de píxel, pero esto impidió que el mapeo alfa y los efectos de niebla funcionaran correctamente, además de hacer que las texturas aparezcan nítidas y dentadas. El segundo método consistía en guardar dos versiones de una textura: una con datos regulares y la otra con datos de saturación de brillo. Sin embargo, esta técnica no permitió el uso de antialiasing con multimuestreo y consumió el doble de memoria de la tarjeta de video, haciéndolo inviable. El tercer método, mostrado en la E3 de 2005, usó datos con coma flotante para definir el espacio de color RGB, permitiendo un almacenamiento de datos razonablemente eficiente para el alto rango dinámico. Sin embargo, este método tampoco permitió el uso de antialiasing con multimuestreo y solo era compatible con las tarjetas de video Nvidia, lo que hacía que las tarjetas ATI no pudieran ejecutar el alto rango dinámico. El cuarto y último método fue una variante del segundo y el tercer método, usando texturas con saturación de brillo y permitiendo que las tarjetas ATI ejecutaran el alto rango dinámico de una manera diferente a las de Nvidia, produciendo casi el mismo resultado final.
La versión final del alto rango dinánico de Valve agrega un número significativo de efectos de iluminación al motor, destinado a hacer que el juego parezca más realista. Se introdujo el sombreado Bloom, difuminando los bordes brillantes del juego y emulando la sobreexposición de una cámara a la luz. Esto se combina con el control de exposición para adaptar el efecto producido por el ojo humano. Por ejemplo, a medida que el jugador sale de una zona oscura hacia una zona clara, la nueva zona es inicialmente brillante, pero se oscurece rápidamente, lo que representa el ajuste de los ojos del personaje a la luz. Las nuevas técnicas de mapeo de cubos permiten que el reflejo proyectado por un objeto se corresponda con el brillo donde se origina la luz, y los mapas de luz permiten que la luz y la iluminación global se tengan en cuenta en la representación. Se agregaron efectos de refracción para hacer que la luz tenga en cuenta los atributos físicos de un objeto y para emular la forma en que la luz se refleja en el agua. El nivel de Lost Coast está diseñado específicamente para mostrar estos efectos. Utiliza el mar y la playa como una oportunidad de demostrar los efectos del agua, el monasterio para demostrar la floración de sus paredes encaladas y el santuario para  mostrar la refracción a través de vitrales y mapeo de cubos en las urnas doradas y los candelabros.
Al ser una muestra tecnológica, Valve consideraba que Lost Coast tenía requisitos de sistema muy exigentes. El juego puede funcionar en computadoras con requisitos menores a los recomendados, aunque sin algunas características clave como el alto rango dinámico. Si se usa una tarjeta que no tiene dicha característica, los comentarios del juego se modifican ligeramente para reflejar esto. Por ejemplo, el presidente de Valve, Gabe Newell, describiría los efectos que se ven de una manera diferente.

### Sistema de comentarios
Además de exhibir las mejoras visuales, Lost Coast probó también el sistema de comentarios de Valve. Cuando la función está habilitada, aparecen elementos adicionales en el juego con los que se puede interactuar para reproducir un comentario en audio. Cada pieza de audio va desde diez segundos hasta un minuto de comentario. Los jugadores escuchan a los desarrolladores hablar sobre lo que el jugador está viendo, qué está sucediendo, por qué tomaron ciertas decisiones y qué tipo de desafíos enfrentaron. Las pistas de comentarios están representadas por globos de diálogo flotantes llamadas "nodos de comentarios". Valve diseño esto con el fin de que se jugara primero con los comentarios deshabilitados, y al completar el nivel, que se juegue nuevamente con los comentarios habilitados, e ir aprendiendo sobre cada nueva etapa a medida que avanzan. Desde entonces, la compañía ha hecho que el sistema de comentarios sea un estándar en todos sus videojuegos posteriores.

## Lanzamiento y recepción
Lost Coast se lanzó el 27 de octubre de 2005 como de manera gratuita a través de la plataforma Steam como contenido descargable sólo para aquellas personas que compraron Half-Life 2. Las personas que recibieron Half-Life 2 como regalo en Steam no pudieron descargar el nivel. Valve anunció el 30 de mayo de 2007 que Lost Coast, junto con Half-Life 2: Deathmatch, estaría disponible de forma gratuita para quienes tengan una tarjeta de video ATI Radeon. Más tarde se lanzó de manera gratuita a los a quienes tuvieran la tarjeta de video Nvidia junto con Half-Life 2: Deathmatch, Peggle Extreme y los primeros once niveles de Portal.
Lost Coast fue generalmente bien recibido por la crítica. 1UP.com disfrutó de la cantidad de detalles, incluidos los gráficos, los acertijos y los enemigos inteligentes. La revisión también elogió el sistema de comentarios del nivel, calificándolo como una adición informativa, y disfrutó de los comentarios interesantes y perspicaces hechos por algunos de sus creadores. El nivel gustó a UGO porque "sería más difícil no disfrutar de este nivel en toda su espléndida gloria, incluso después de haber roto todas las ventanas y salpicado las paredes con sangre de Combine", y GameSpot comentó que "las texturas en Lost Coast son notablemente más detalladas y numerosas". La revisión concluyó con la esperanza de que las características introducidas en Lost Coast se incluyeran en futuras versiones de Valve.
La reacción negativa al juego se centró principalmente en su duración y jugabilidad. 1UP.com y UGO lo consideraron corto; Shawn Elliott, de 1UP.com, lo describió como "una carrera veloz a través de mares bonitos de postal y acantilados hasta una iglesia tomada por los Combine". Nigel Grammer de UGO declaró que la jugabilidad de Lost Coast parecía ser secundaria a la calidad gráfica. El modo de juego de Lost Coast decepcionó a Brad Shoemaker de GameSpot, quien lo comparó con el de Half-Life 2 y los consideró muy similares, diciendo que "no va a impresionar al mundo".